# Fiona Bruce
Fiona Elizabeth Bruce, född 25 april 1964 i Singapore, är en brittisk journalist, TV-producent och TV-programledare.
Fiona Bruce arbetar sedan 1989 för BBC. Hon inledde sin karriär som researcher och nyhetsreporter och blev den första kvinnliga nyhetsuppläsaren för BBC:s sena nyhetsprogram BBC News at Ten.
År 2008 tog hon över rollen som programledare för Antiques Roadshow (den brittiska motsvarigheten till Antikrundan) efter Michael Aspel.